# Johann Conrad Riedesel zu Eisenbach

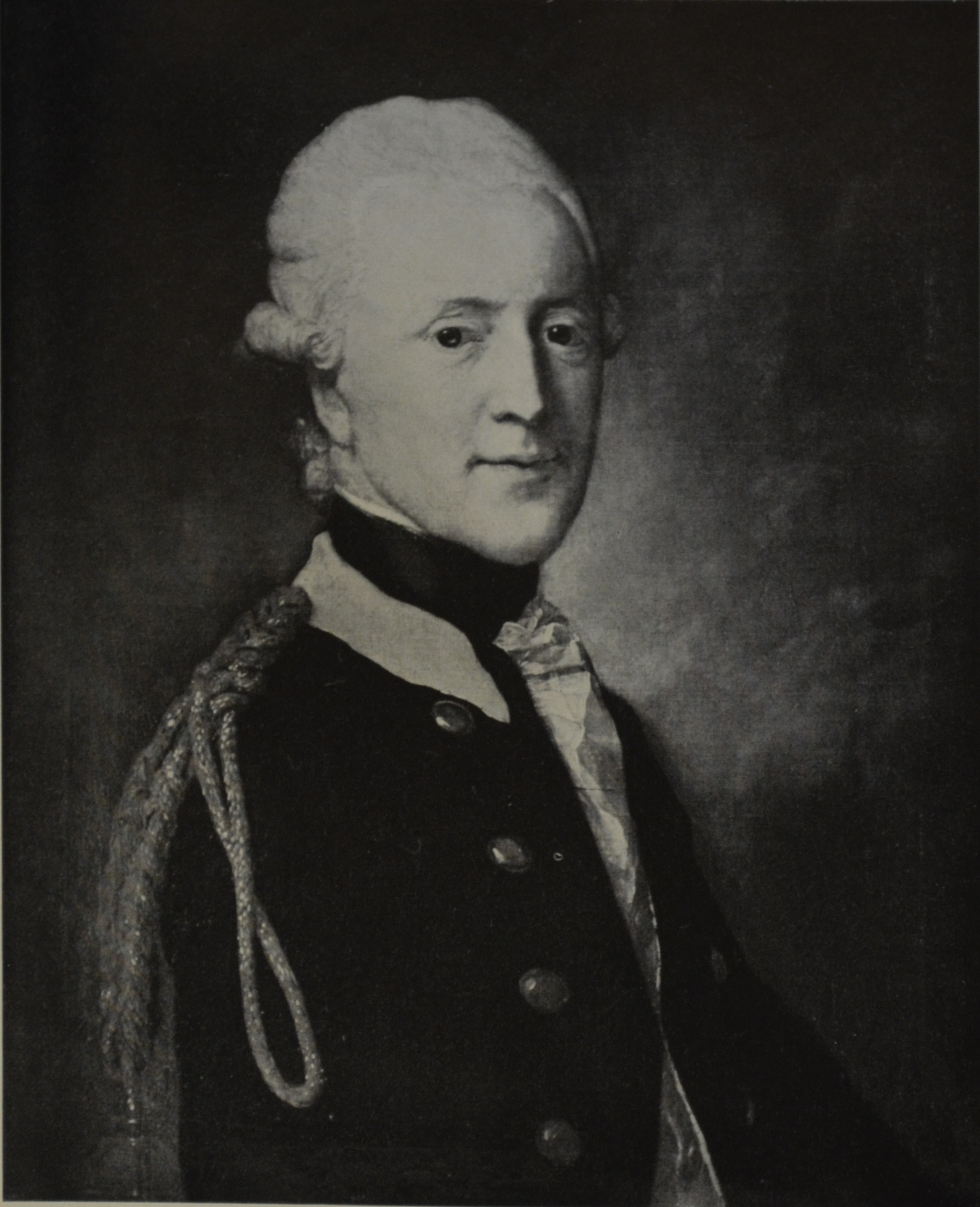
Johann Conrad Riedesel zu Eisenbach

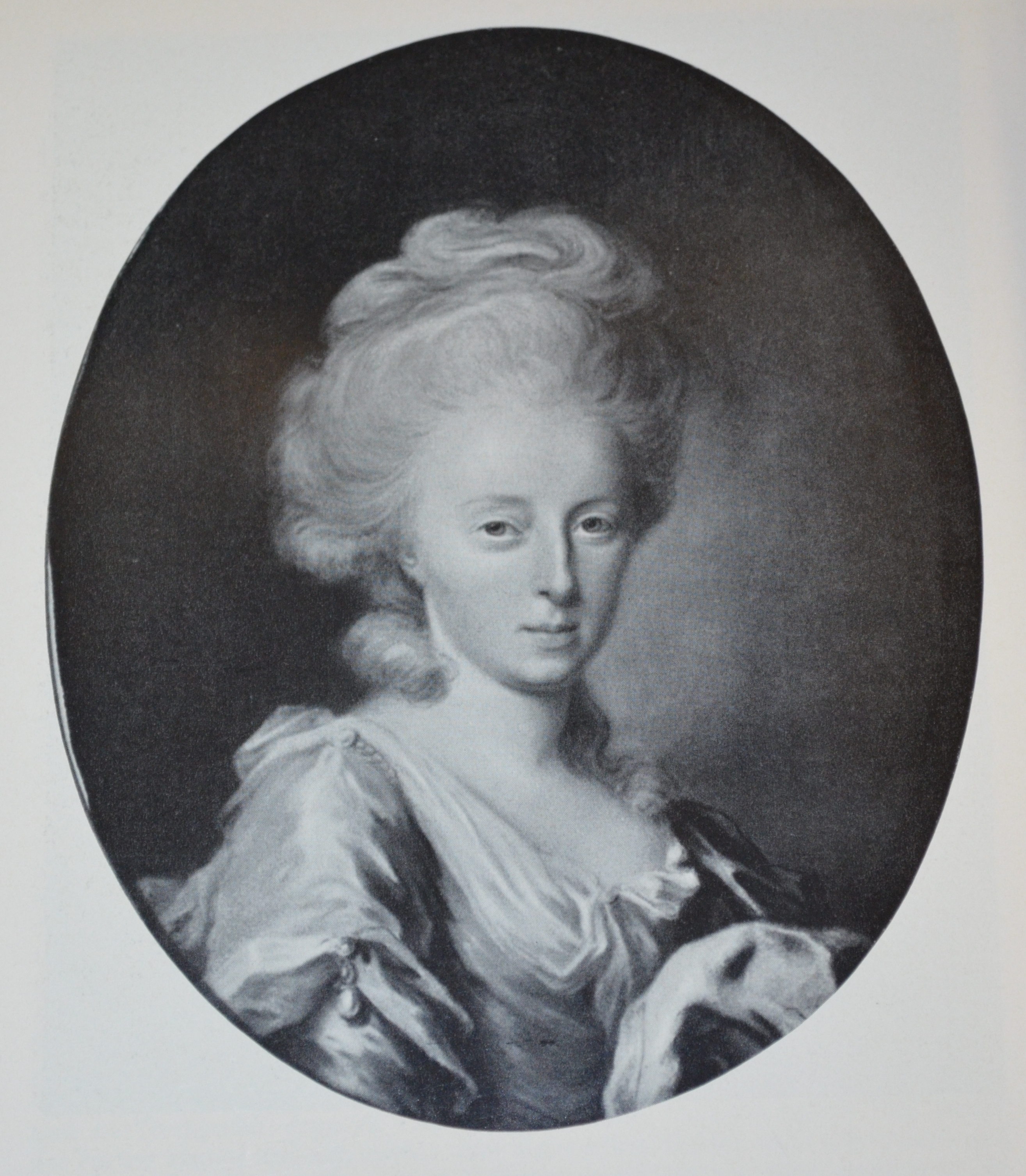
Louise Charlotte von Hompesch-Heyden

Johann Conrad Riedesel zu Eisenbach (* 20. November 1742 in Gotha; † 21. Dezember 1812 in Lauterbach) aus dem Hause Riedesel war Standesherr und ab 1800 Erbmarschall der hessischen Landgrafen.

## Familie
Johann Conrad Riedesel zu Eisenbach war ein Sohn des Reichskammergerichtsassessoren Johann Wilhelm Riedesel zu Eisenbach (1705–1782) und dessen erster Frau Sophie Hedwig von Borcke (1705–1769). Er hatte vier Brüder: Wilhelm Hermann (1735–1764), Friedrich Adolf (1738–1800), Ludwig Volprecht (1740–1758) und Carl Georg (1746–1819), der sein Nachfolger im Amt des hessischen Erbmarschalls werden sollte.
Riedesel heiratete 1773 die Reichsgräfin Louise Charlotte von Hompesch-Heyden (* 1755). Aus der Ehe gingen (neben vier im Säuglingsalter verstorbenen Kindern) die Töchter Johanette Dorothea Friederike (* 1774) und Juliane Friederike Wilhelmine (1786–1820; sie heiratete Philipp von Lehrbach) und vier Söhne hervor: Carl Philipp Ferdinand Hermann (1775–1853), August Friedrich Carl (1779–1843), Friedrich Ludwig (1780–1787) und Albert Friedrich Carl (1784–1830).

## Leben
Riedesel trat während des Siebenjährigen Krieges in kursächsische Militärdienste und wurde Adjutant des Prinzen Xaver von Sachsen. Nach dem Krieg trat er als Oberleutnant in kaiserliche Dienste. 1767 wurde er Hauptmann (Capitain). Als Obristleutnant nahm er im April 1773 seinen Abschied und trat wenig später als Oberst und Chef eines Dragonerregimentes in braunschweigische Dienste. Er kämpfte unter anderem im Feldzug von 1792.
Als Senior der Familie erbte er nach dem Tod von Georg Ludwig Riedesel zu Eisenbach (1725–1800) Amt und Titel des hessischen Erbmarschalls und die Regierung der Herrschaft Riedesel. 1802 verordneten die hessischen Landgrafen, dass ihre Erbmarschälle nicht in fremden Heeren dienen durften. So schied Georg Riedesel 1802 als Generalleutnant aus braunschweigischen Diensten aus.
Als Regent seines kleinen Landes erlebte er dessen Mediatisierung 1806 in Folge der Rheinbundakte: Die Herrschaft Riedesel verlor ihre Selbständigkeit und wurde Teil des Großherzogtums Hessen bzw. des Kurfürstentums Hessen. Als Standesherr behielt er aber eine Vielzahl von Rechten. So verfügte er weiterhin über die niedere und mittlere Rechtsprechung, Kirchenpatronatsrechte und eine Anzahl von Abgaben seiner ehemaligen Untertanen.